# Zhou Youwang
Zhou Youwang (Chinees: 周幽王, persoonlijke naam was (Ji Gongnie 姬宮湼)) (heerser van 781 - 771 v. Chr.) was de zoon van koning Xuan (周宣王) (827 - 782 v. Chr.) en de laatste koning van de Westelijke Zhou-dynastie (西周) in China. 
Zhou had geen aanleg en interesse in politiek en liet dit over aan Guo Shifu (虢石父), die de mensen op wrede wijze uitbuitte. Diens pogingen om de 'barbaren' van Rong Liuji (六济戎) te verslaan liep uit op een fiasco. Verschillende aardbevingen en droogte verslechterde de algemene economische situatie van het koninkrijk. Dit resulteerde in een aanval van rebellerende vazalstaten, Markies Shen (eigenlijk een vazal van de Zhou-koningen) en de stam Quan Rong (die buiten de Zhou-sfeer viel). Zhou Youwang leed een nederlaag en werd gedood aan de voet  van de berg Li. Hij werd opgevolgd door zijn zoon Zhou Pingwang (heerser van 770 - 720 v. Chr.), deze verhuisde de hoofdstad in 770 nv. Chr. oostwaarts naar Luoyang met welke gebeurtenis de aanvang van de Oostelijke Zhou-dynastie wordt gemarkeerd.